# París-Niça 1996
La París-Niça 1996 fou la 54a edició de la París-Niça. És un cursa ciclista que es va disputar entre el 10 i el 17 de març de 1996. La cursa fou guanyada pel francès Laurent Jalabert de l'equip ONCE per davant de Lance Armstrong (Motorola) i Chris Boardman (Gan). Jalabert també guanyà la classificació per punts mentre que Laurent Brochard s'emportà la de la muntanya i el conjunt Motorola la d'equips.

## Participants
En aquesta edició de la París-Niça hi preneren part 152 corredors dividits en 19 equips: ONCE, Motorola, Gan, Festina-Lotus, Mapei-GB, Lotto-Isoglass, Saeco-AS Juvenes San Marino, MG Maglificio-Technogym, Gewis-Playbus, Team Polti, Kelme-Artiach, Telekom, Mutuelle de Seine-et-Marne, Aubervilliers'93, Collstrop-Lystex, Agrigel-La Creuse, Casino-C'est votre equipe, Aki-Gipiemme i Force Sud. La prova l'acabaren 108 corredors.

## Resultats de les etapes
| Etapes              | Data       | Recorregut                       | Km       | Vencedor d'etapa    | Líder de la general |
| ------------------- | ---------- | -------------------------------- | -------- | ------------------- | ------------------- |
| 1a etapa            | 10 de març | Châteauroux-Saint-Amand-Montrond | 178 km   | Frédéric Moncassin  | Frédéric Moncassin  |
| 2a etapa            | 11 de març | Dun-sur-Auron-Aubusson           | 160.8 km | Wilfried Nelissen   | Wilfried Nelissen   |
| 3a etapa            | 12 de març | Vassivière-Chalvignac            | 172.5 km | Laurent Jalabert    | Laurent Jalabert    |
| 4a etapa            | 13 de març | Maurs-Millau                     | 162.6 km | Laurent Jalabert    | Laurent Jalabert    |
| 5a etapa            | 14 de març | Millau-Millau                    | 162.6 km | Stefano Casagranda  | Laurent Jalabert    |
| 6a etapa            | 15 de març | Vitrolles-Saint-Tropez           | 199.5 km | Andrei Txmil        | Laurent Jalabert    |
| 7a etapa            | 16 de març | Saint-Tropez-Antibes             | 193.7 km | Bruno Boscardin     | Laurent Jalabert    |
| 8a etapa, 1r sector | 17 de març | Niça-Niça                        | 71.7 km  | Maximilian Sciandri | Laurent Jalabert    |
| 8a etapa, 2n sector | 17 de març | Antibes-Niça (CRI)               | 19.9 km  | Chris Boardman      | Laurent Jalabert    |

## Etapes

### 1a etapa
10-03-1996. Châteauroux-Saint-Amand-Montrond, 178 km.
|   | Ciclista           | Equip          | Temps      |
| - | ------------------ | -------------- | ---------- |
| 1 | Frédéric Moncassin | Gan            | 4h 24' 10" |
| 2 | Tom Steels         | Mapei-GB       | m. t.      |
| 3 | Wilfried Nelissen  | Lotto-Isoglass | m. t.      |

### 2a etapa
11-03-1996. Dun-sur-Auron-Aubusson 160.8 km.
|   | Ciclista          | Equip                       | Temps      |
| - | ----------------- | --------------------------- | ---------- |
| 1 | Wilfried Nelissen | Lotto-Isoglass              | 3h 52' 44" |
| 2 | Mario Cipollini   | Saeco-AS Juvenes San Marino | m. t.      |
| 3 | Tom Steels        | Mapei-GB                    | m. t.      |

### 3a etapa
12-03-1996. Vassivière-Chalvignac 172.5 km.
|   | Ciclista         | Equip    | Temps      |
| - | ---------------- | -------- | ---------- |
| 1 | Laurent Jalabert | ONCE     | 4h 04' 21" |
| 2 | Lance Armstrong  | Motorola | + 16"      |
| 3 | Chris Boardman   | Gan      | m. t.      |

### 4a etapa
13-03-1996. Maurs-Millau, 162.6 km.
|   | Ciclista         | Equip         | Temps      |
| - | ---------------- | ------------- | ---------- |
| 1 | Laurent Jalabert | ONCE          | 5h 16' 08" |
| 2 | Lance Armstrong  | Motorola      | + 15"      |
| 3 | Laurent Brochard | Festina-Lotus | + 22"      |

### 5a etapa
14-03-1996. Millau-Millau, 162.6 km.
|   | Ciclista           | Equip                   | Temps      |
| - | ------------------ | ----------------------- | ---------- |
| 1 | Stefano Casagranda | MG Maglificio-Technogym | 4h 02' 49" |
| 2 | Laurent Jalabert   | ONCE                    | + 27"      |
| 3 | Frédéric Moncassin | Gan                     | m. t.      |

### 6a etapa
15-03-1996. Vitrolles-Saint-Tropez, 199.5 km.
|   | Ciclista            | Equip          | Temps      |
| - | ------------------- | -------------- | ---------- |
| 1 | Andrei Txmil        | Lotto-Isoglass | 5h 27' 20" |
| 2 | Chris Boardman      | Gan            | m. t.      |
| 3 | Maximilian Sciandri | Motorola       | m. t.      |

### 7a etapa
16-03-1996. Saint-Tropez-Antibes, 193.7 km.
|   | Ciclista          | Equip          | Temps      |
| - | ----------------- | -------------- | ---------- |
| 1 | Bruno Boscardin   | Festina-Lotus  | 5h 11' 52" |
| 2 | Tom Steels        | Mapei-GB       | m. t.      |
| 3 | Wilfried Nelissen | Lotto-Isoglass | m. t.      |

### 8a etapa, 1r sector
17-03-1996. Niça-Niça, 71.7 km.
|   | Ciclista            | Equip          | Temps      |
| - | ------------------- | -------------- | ---------- |
| 1 | Maximilian Sciandri | Motorola       | 1h 46' 48" |
| 2 | Jon Odriozola       | Gewiss-Playbus | m. t.      |
| 3 | Mauro Gianetti      | Team Polti     | m. t.      |

### 8a etapa, 2n sector
17-03-1996. Antibes-Niça, 19.9 km. CRI
Arribada situada al Passeig dels Anglesos.
|   | Ciclista         | Equip    | Temps   |
| - | ---------------- | -------- | ------- |
| 1 | Chris Boardman   | Gan      | 21' 16" |
| 2 | Lance Armstrong  | Motorola | + 24"   |
| 3 | Laurent Jalabert | ONCE     | + 29"   |

## Classificacions finals

### Classificació general
|    | Ciclista            | Equip          | Temps       |
| -- | ------------------- | -------------- | ----------- |
| 1  | Laurent Jalabert    | ONCE           | 34h 28' 14" |
| 2  | Lance Armstrong     | Motorola       | + 43"       |
| 3  | Chris Boardman      | Gan            | + 47"       |
| 4  | Frank Vandenbroucke | Mapei-GB       | + 1' 21"    |
| 5  | Laurent Brochard    | Festina-Lotus  | + 1' 36"    |
| 6  | Iñigo Cuesta        | ONCE           | + 2' 17"    |
| 7  | Luc Leblanc         | Team Polti     | + 2' 18"    |
| 8  | Andrei Txmil        | Lotto-Isoglass | + 2' 48"    |
| 9  | Laurent Madouas     | Motorola       | + 3' 17"    |
| 10 | Andrea Peron        | Motorola       | + 3' 31"    |

## Evolució de les classificacions
| Etapa (Vencedor)                          | Classificació general |
| ----------------------------------------- | --------------------- |
| 0Etapa 1 (Frédéric Moncassin)             | Frédéric Moncassin    |
| 0Etapa 2 (Wilfried Nelissen)              | Wilfried Nelissen     |
| 0Etapa 3 (Laurent Jalabert)               | Laurent Jalabert      |
| 0Etapa 4 (Laurent Jalabert)               | Laurent Jalabert      |
| 0Etapa 5 (Stefano Casagranda)             | Laurent Jalabert      |
| 0Etapa 6 (Andrei Txmil)                   | Laurent Jalabert      |
| 0Etapa 7 (Bruno Boscardin)                | Laurent Jalabert      |
| 0Etapa 8, 1r sector (Maximilian Sciandri) | Laurent Jalabert      |
| 0Etapa 8, 2n sector (Chris Boardman)      | Laurent Jalabert      |